# Оберзальцберг

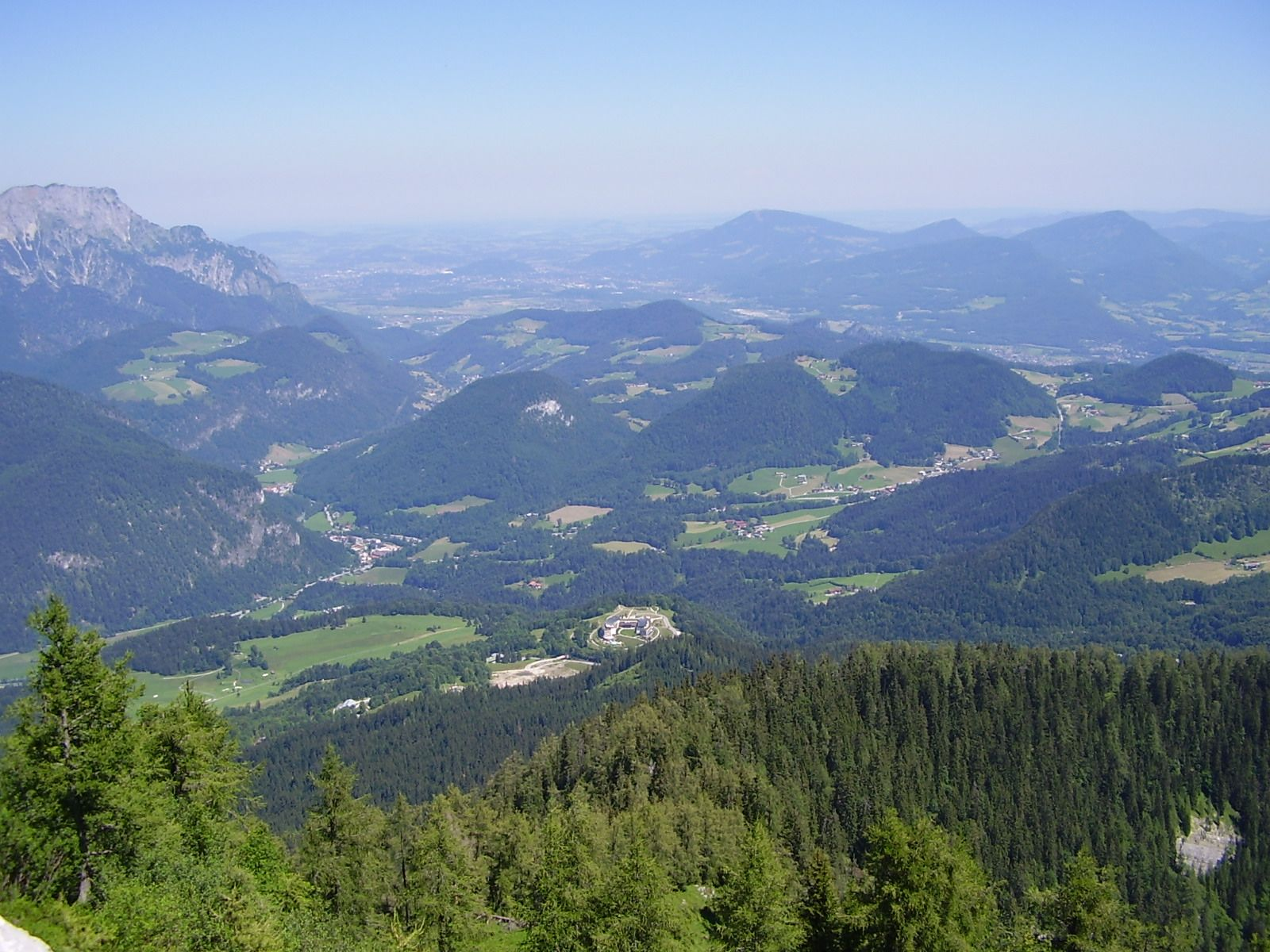
Вид из Кельштайнхауса

Оберзальцберг — убежище на склоне горы, расположенное над рыночным городком Берхтесгаден в Баварии, Германия. Расположенное примерно в 120 километрах к юго-востоку от Мюнхена, недалеко от границы с Австрией, оно наиболее известно как место бывших горных резиденций Адольфа Гитлера, Бергхоф, и Кельштайнхаус, широко известный в англо-говорящих странах как «Орлиное гнездо». Все здания нацистской эпохи (за исключением Кельштайнхауса, который существует до сих пор и служит рестораном и туристической достопримечательностью) были снесены в 1950-х годах, но соответствующее прошлое этого района является предметом музея Dokumentationszentrum Obersalzberg, который открылся в 1999 году.

## История
Название района поселения происходит от месторождений каменной соли на территории бывшего княжества-пробства Берхтесгадена. Добыча соли в Ферге задокументирована с XII века, а крупная соляная шахта открылась в 1517 году. Она была разрушена в 1834 году, но восстановлена и названа «Старая соляная шахта». Прямоугольная планировка и некоторые компоненты все ещё существуют.
Этот район входил в состав восьми населенных пунктов провинции (так называемых Gnotschaften), упомянутых в первой земельной книге 1456 года, и находился под управлением аббатства августинцев. С 1517 г. была построена Петерсбергская галерея, первая из соляных копей Берхтесгадена, ставшая экономической базой княжества-пробства. Этот район был аннексирован Австрией в 1805 году, а затем находился под властью Франции в 1809—1810 годах. Вместе с Берхтесгаденом он был секуляризован в 1803 году и перешел к Королевству Бавария в 1810 году.

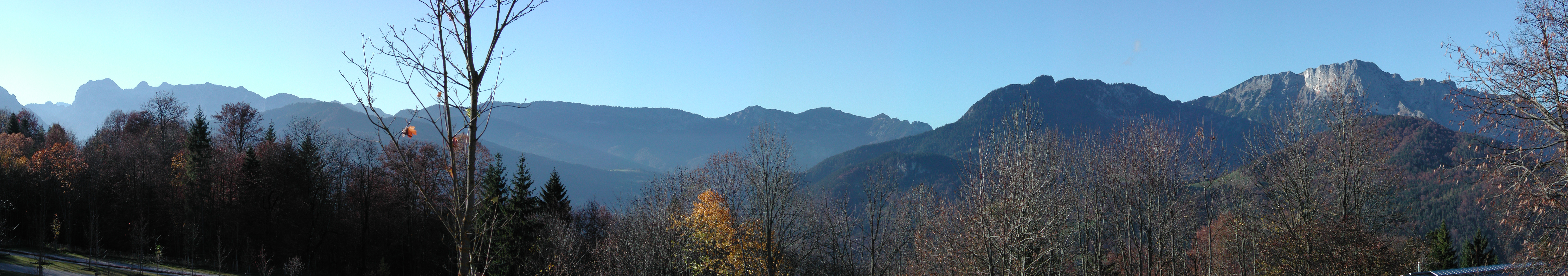
Панорама Оберзальцберга

Зальцберг был восстановлен как баварский муниципалитет в 1817 году. Планы нацистских властей по объединению его с Берхтесгаденом не были реализованы, и Зальцберг не был включен в состав Берхтесгадена до 1972 года. Это была сцена съемок последней сцены фильма «Звуки музыки». Фон Траппы бежали в то, что считалось Швейцарией, на свободу.

### Пристанище Гитлера

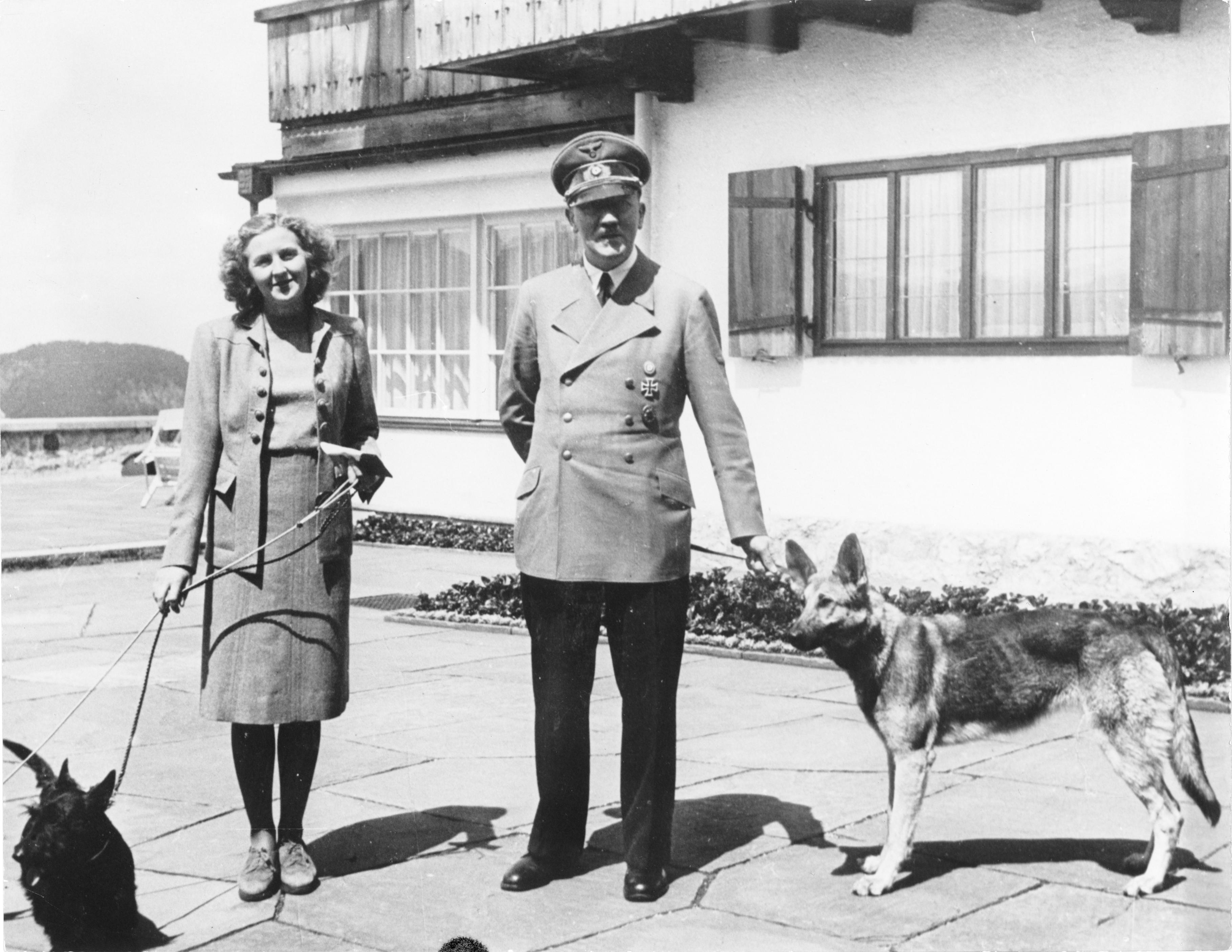
Гитлер и Браун в Бергхофе, 1942 год.

В 1877 году Маврикия Майер, пионер альпийского туризма, открыла пансионат Pension Moritz в Оберзальцберге. В конце XIX века немецкие интеллектуалы, такие как близкий друг Майер Рихард Фосс, деятели искусства, такие как Иоганнес Брамс, Людвиг Гангхофер, Йозеф Иоахим, Людвиг Кнаус, Франц фон Ленбах, Петер Розеггер и Клара Шуман, а также промышленники, такие как Карл фон Линде, начали использовать этот район, как для летнего, так и для зимнего отдыха. Пансион в Оберзальцберге был сдан в аренду бывшему автогонщику Бруно Бюхнеру в начале 1920-х годов. Когда он приобрел недвижимость в 1928 году, он переименовал её в Platterhof, вдохновленный романом Ричарда Фосса Zwei Menschen.
Живописный пейзаж и потрясающие виды на горы также привлекли Адольфа Гитлера, который в 1923 году посетил своего товарища по партии и антисемита Дитриха Эккарта в пансионе Оберзальцберга незадолго до пивного путча и своего заключения в Ландсберге. Это было в хижине на территории, где после освобождения из-под стражи в 1925 году он продиктовал вторую часть «Майн кампф», за что получил большие гонорары.

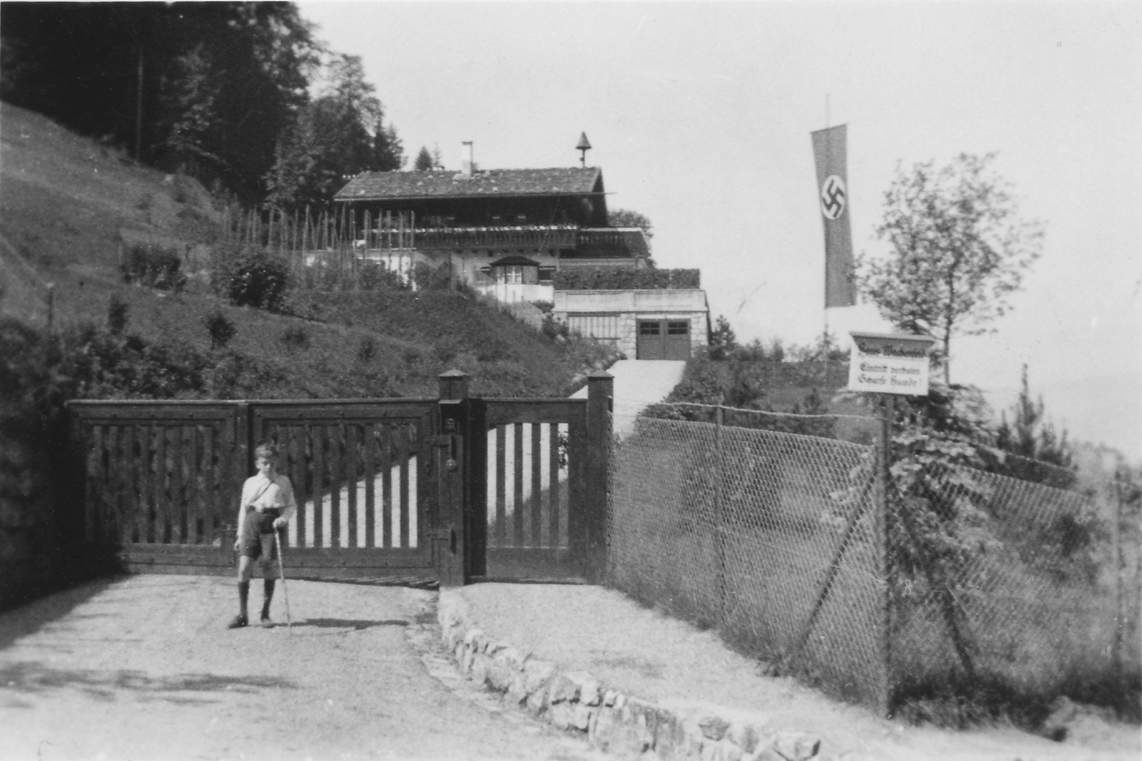
Дом Вахенфельд, 1934 г.

Он так полюбил этот район, что к 1928 году он начал использовать свой доход от роялти, чтобы арендовать небольшое шале поблизости под названием Дом Вахенфельд у вдовы фабриканта из Букстехуде. Гитлер поручил вести домашнее хозяйство своей сводной сестре Ангеле Раубаль вместе с её дочерью Гели.

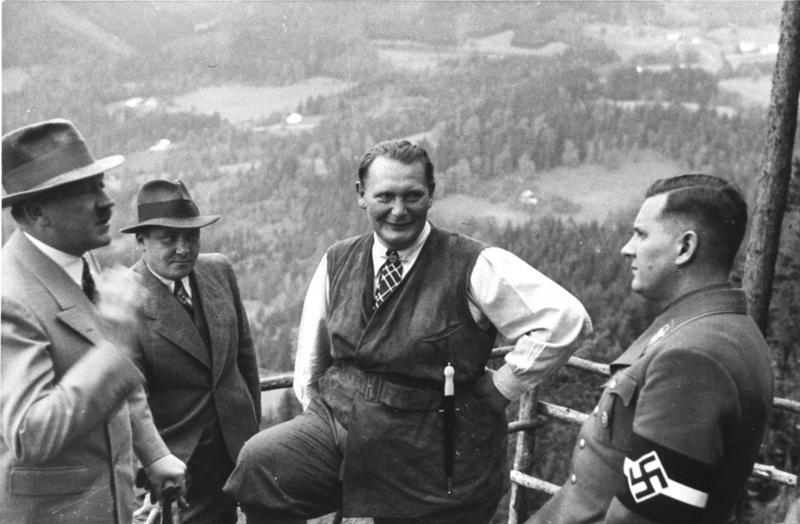
Гитлер, Борман, Геринг и Бальдур фон Ширах в Оберзальцберге, 1936 год.

Через несколько месяцев после захвата власти нацистами (Machtergreifung) в январе 1933 года канцлер Гитлер купил Дом Вахенфельд и начал серию из трех важных ремонтных работ. Первые включали оконные ставни и небольшой офис, а год спустя — зимний сад и каменную кладку; наконец, самые обширные в 1935—1936 годах, когда некогда скромное шале было окончательно преобразовано в обширный ландхаус с рядом пристроек, боулингом в подвале и гигантским окном, которое можно было опустить, чтобы обеспечить панорамный вид. Дом стал известен как Бергоф или «Горный двор» на английском языке.
Среди других зданий в этом районе был Кельштайнхаус («дом на горе Кельштайн», называемый англоговорящими «Орлиным гнездом») на вершине Кельштайна, скалистого обнажения, которое использовалось для собраний нацистской партии и для размещения высокопоставленных лиц; в здании не было коек. Он был подарен Адольфу Гитлеру в 1939 году, на его 50-летие, но он посетил это место только 14 раз из-за боязни высоты; Ева Браун использовала его чаще.

### Зоны безопасности
Вокруг дома Гитлера несколько нацистских лидеров, таких как Герман Геринг, Мартин Борман и Альберт Шпеер, приобрели резиденции. К 1935—1936 годам секретарь партии Борман приказал выкупить или выселить всех жителей Оберзальцберга, и этот район превратился в убежище для высокопоставленных нацистов с кинотеатром, школой для маленьких детей, казармами СС и подземным стрельбищем. Большинство первоначальных построек было снесено. Бергхоф стал чем-то вроде немецкой туристической достопримечательности в середине 1930-х годов. Это привело к введению жестких ограничений доступа на территорию и других мер безопасности. Большой контингент дивизии СС «Лейбштандарт Адольф Гитлер» размещался в казармах, примыкающих к Бергхофу. Под командованием оберштурмбаннфюрера Бернхарда Франка они патрулировали обширную оцепленную зону безопасности, которая охватывала близлежащие дома других нацистских лидеров. В районе Оберзальцберга было три зоны безопасности.
Так называемый Führersperrgebiet («закрытый район фюрера») защищал Гитлера и его штаб от публичного доступа. Две другие зоны безопасности защищали сильно расширенные казармы СС и СД, вспомогательный персонал, гостевые дома, подземные бункеры и бомбоубежища.
В 1938 году Борман также построил домик Кельштайнхауса на скалистом мысе, включая систему подъёма с верхнего конца подъездной дороги. Гитлер редко посещал его, хотя он и его любовница Ева Браун проводили много времени в Оберзальцберге. С 1937 года немецкая рейхсканцелярия сохранила второе место в соседней деревне Бишофсвизен, а Гитлер принимал многочисленных государственных гостей в Бергхофе.
С началом войны были установлены обширные средства противовоздушной обороны, в том числе дымогенераторы, чтобы скрыть комплекс Бергхоф от вражеских самолётов. Кроме того, соседний бывший отель Zum Türken был превращен в помещения для размещения сотрудников Имперской службы безопасности СС , которые патрулировали территорию Бергхофа. Неподалёку также располагались несколько подразделений горных войск сухопутных сил. Следовательно, британцы никогда не планировали прямую атаку на комплекс.
Гитлер провел большую часть августа 1939 года в Бергхофе, разрабатывая окончательные планы вторжения в Польшу. Последний известный визит Гитлера состоялся 14 июля 1944 года.

### Разрушение комплекса
Помещения, за исключением Кельштайнхауса, были сильно повреждены в результате авианалета союзников 25 апреля 1945 года. 4 мая, через четыре дня после самоубийства Гитлера в Берлине, отступающие войска СС подожгли виллу, как ранее приказал Гитлер.
Всего несколько часов спустя 3-я пехотная дивизия США прибыла в Берхтесгаден вместе со 2-й французской бронетанковой дивизией. Район Оберзальцберга был передан под управление США. В то время в Бергхофе все ещё находились уничтоженные картины, вечерние платья, медицинское оборудование и винный погреб. Дом был разграблен американскими войсками.
Корпус Бергхофа уцелел и привлекал туристов до 1952 года, когда правительство Баварии решило снести здания, чтобы они не стали нацистской святыней. 30 апреля были разрушены Бергхоф, дома Геринга и Бормана, казармы СС, Кампфхёйзль и чайхана. Всего было разрушено более 50 нацистских построек в Оберзальцберге.

#### Восстановление территории
Платтерхоф, который был общежитием для посетителей этого района, не был разрушен, поскольку после войны он был превращен в отель General Walker для американских войск. Он был снесен в 2001 году.
Соседний отель Zum Türken, часто используемый СС, позже занятый телохранителем Гитлера, а затем генерал-майором полиции, был сильно поврежден в 1945 году. Он был перестроен в 1950 году и вновь открыт как отель перед Рождеством.
Близлежащий музей Dokumentationszentrum Obersalzberg, открытый в 1999 году, предоставляет историческую информацию об использовании убежища на склоне горы во время войны и об истории национал-социализма; посетители могут совершить экскурсию по бункерному комплексу. (Доступ к бункерам был закрыт на строительство в сентябре 2017 года и оставался закрытым в июле 2018 года «до дальнейшего уведомления»). Музей находится в ведении Институт современной истории (Institut für Zeitgeschichte).
Национальный парк Берхтесгаден, объявленный «единственным национальным парком в немецких Альпах», был основан в 1978 году и постепенно стал одной из самых больших достопримечательностей Берхтесгадена. Ежегодно парк посещают 1,5 миллиона человек. Массовый туризм ограничен несколькими популярными местами, а остальные популярны только у любителей природы. Система троп охватывает 250 километров.
В 1995 году вся территория была возвращена правительству земли Бавария, что способствовало возведению отеля (управляемого InterContinental Hotels Group), который открылся в 2005 году. С мая 2015 года отель InterContinental был переименован в Kempinski Hotel Berchtesgaden. Другими туристическими достопримечательностями являются Кёнигсзе, соляная шахта, где посетители могут совершить экскурсию по насосному цеху, некоторым туннелям и музею. Кельштайнхаус (Орлиное гнездо) работает сезонно как ресторан. Во время одной из автобусных поездок в ресторан посетители могут увидеть руины некоторых зданий Третьего рейха.

## Здания во времена нацистской Германии
- Бергхоф (частный дом Гитлера)
- Гостевой дом для вечеринок «Hoher Göll»/Сегодня Dokumentationszentrum Obersalzberg[англ.]
- Усадьба
- Казармы СС, казармы
- Детская
- Кельштайнхаус («Орлиное гнездо»)
- Пансион Мориц
- Платтерхоф / позже отель General Walker[англ.]
- Чайхана Мосланеркопф[англ.]
- Отель zum Türken/RSD, служба безопасности, служба безопасности
- Kampfhäusl / Гитлер диктует вторую часть Mein Kampf
- Gutshof/Today SkyTop Lodge, ресторан на поле для гольфа/профессиональный магазин

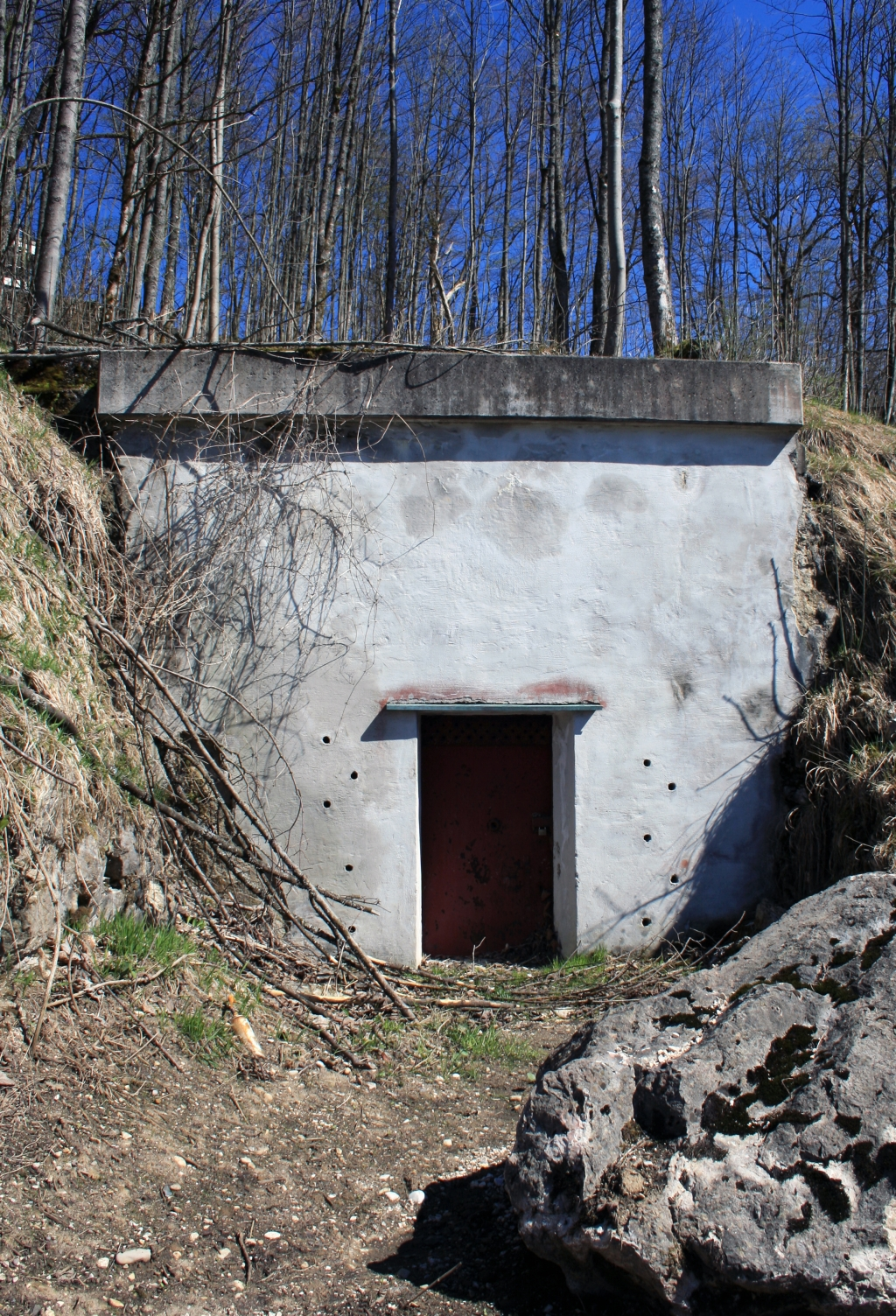
Дома Мартина Бормана, Германа Геринга и Альберта Шпеера  - Вход в бункер Мартина Бормана в 2008 году.
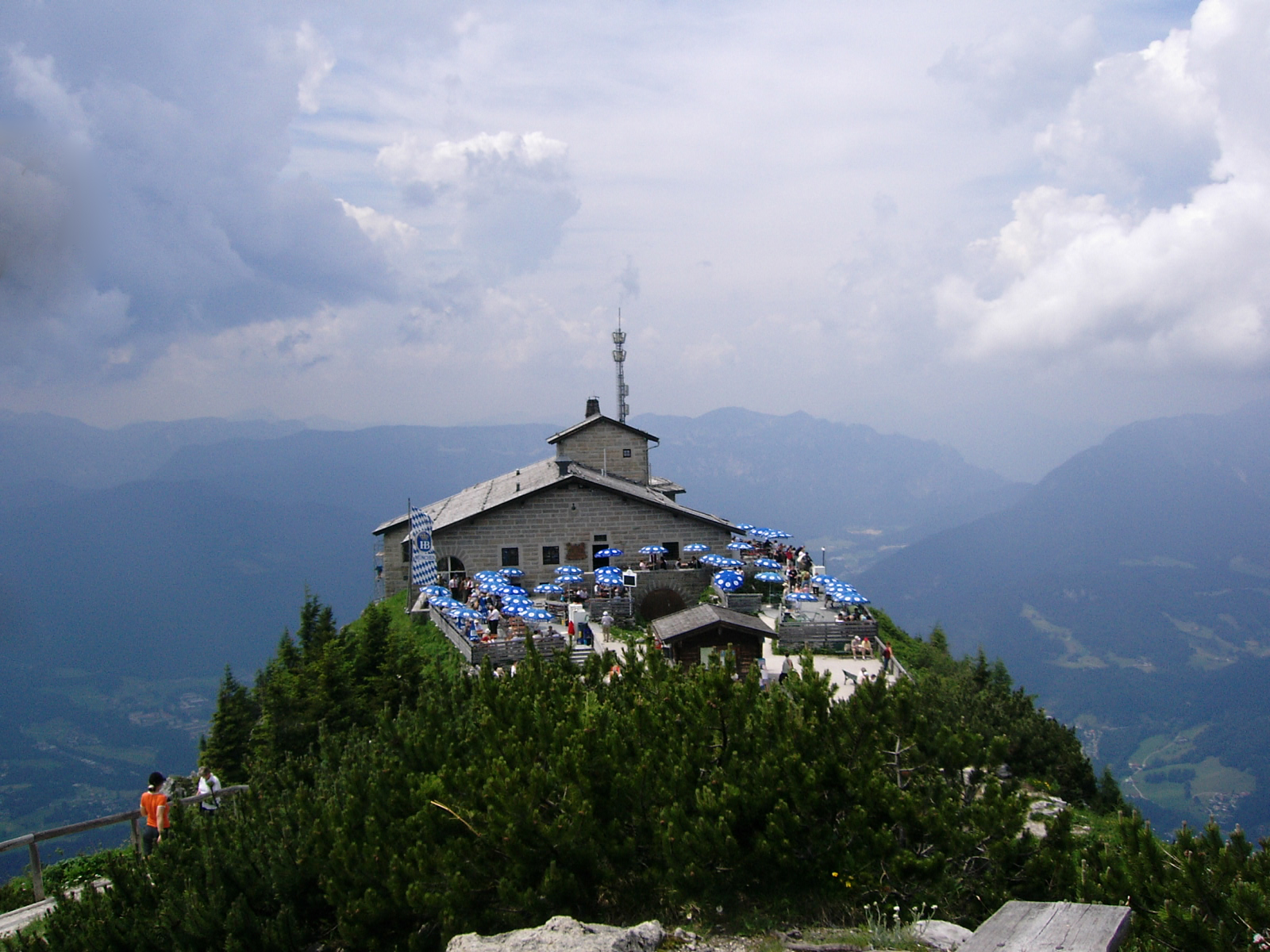
Горный ресторан Кельштайнхаус
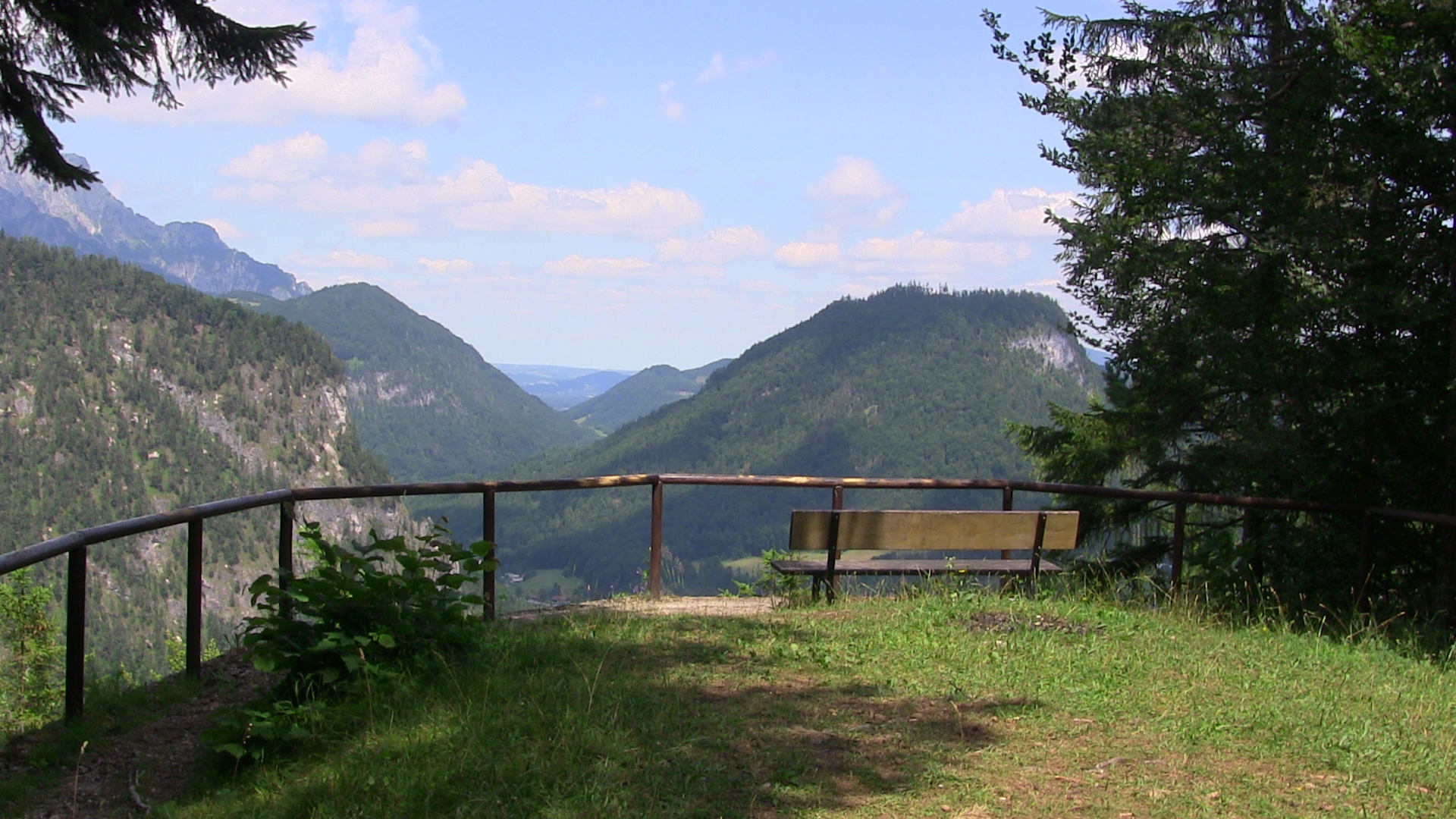
Вид с площадки «Чайхана Мосланеркопф» на Зальцбург в 2019 г.
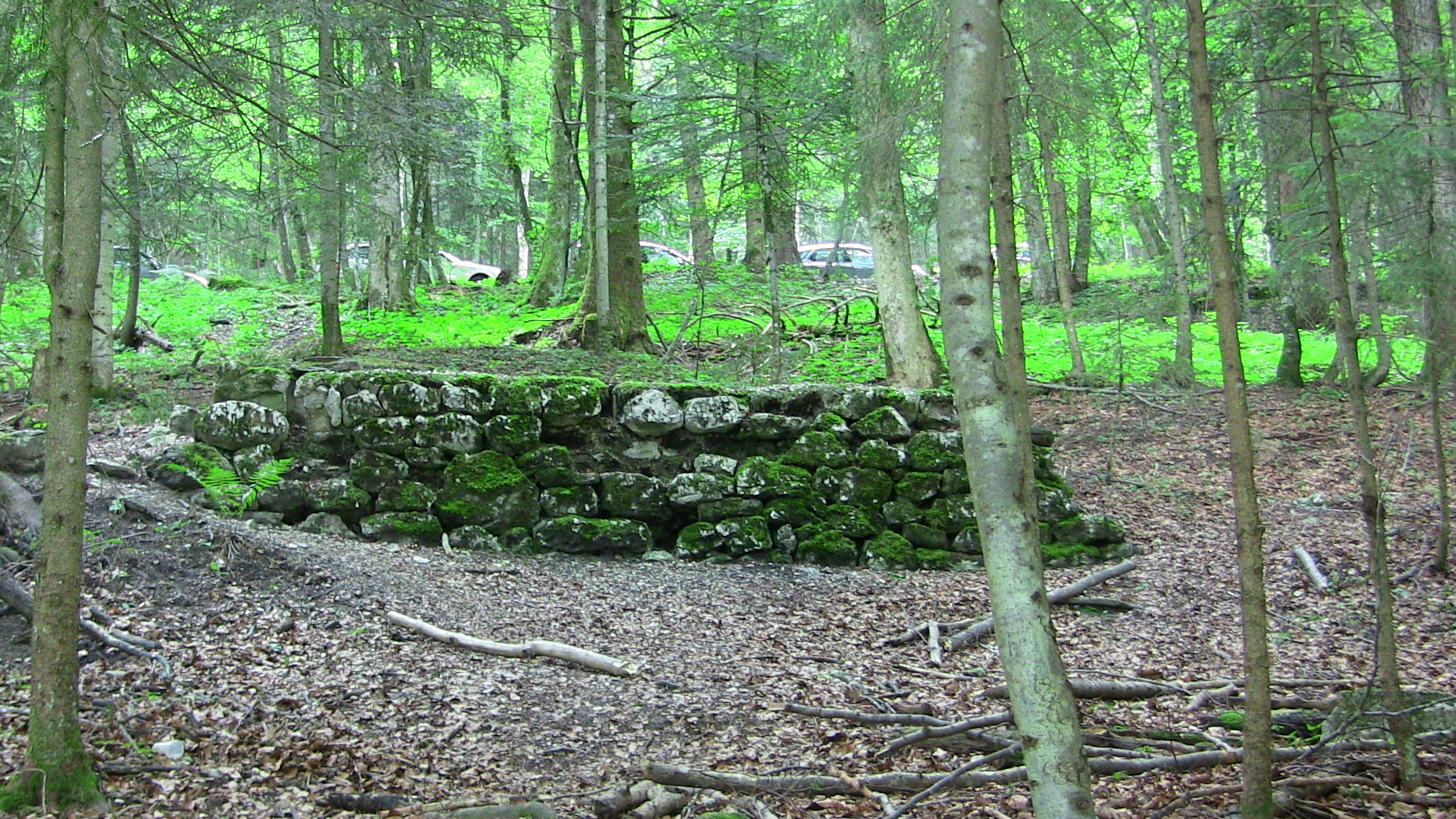
Остатки «Kampfhäusl» в 2019 г.
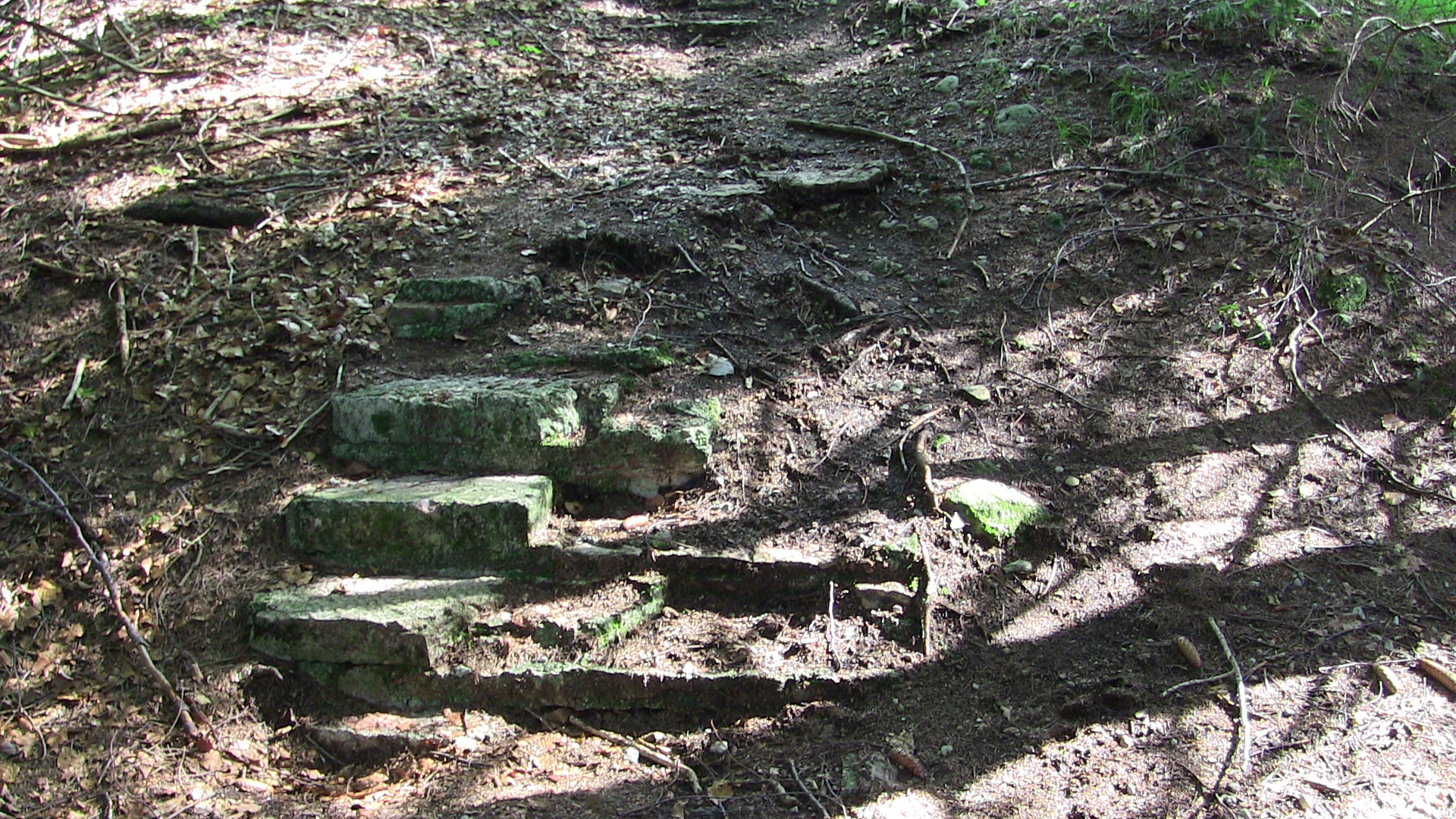
Остатки лестницы от дома Германа Геринга в 2019 г.
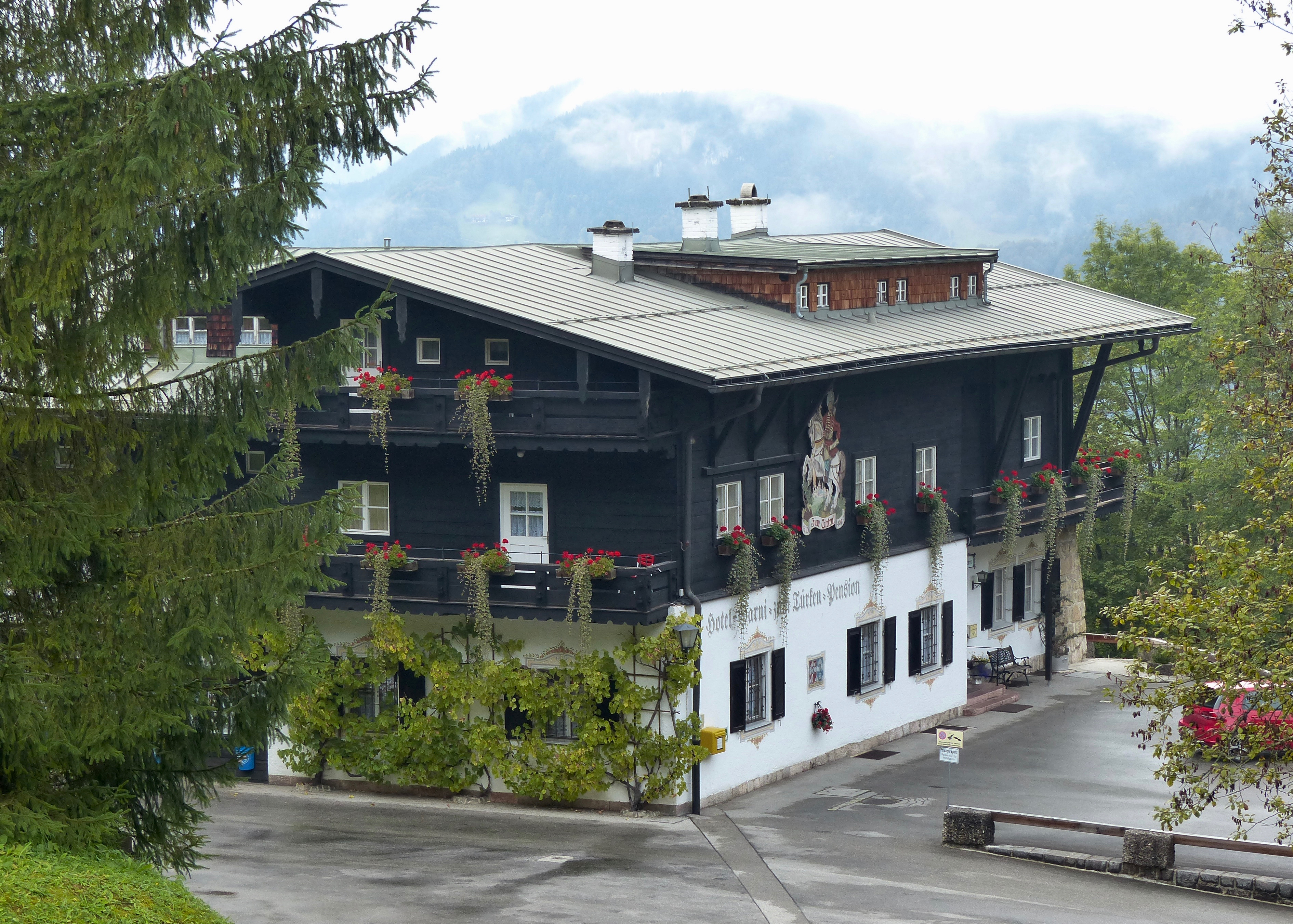
Отель zum Türken в 2017 году
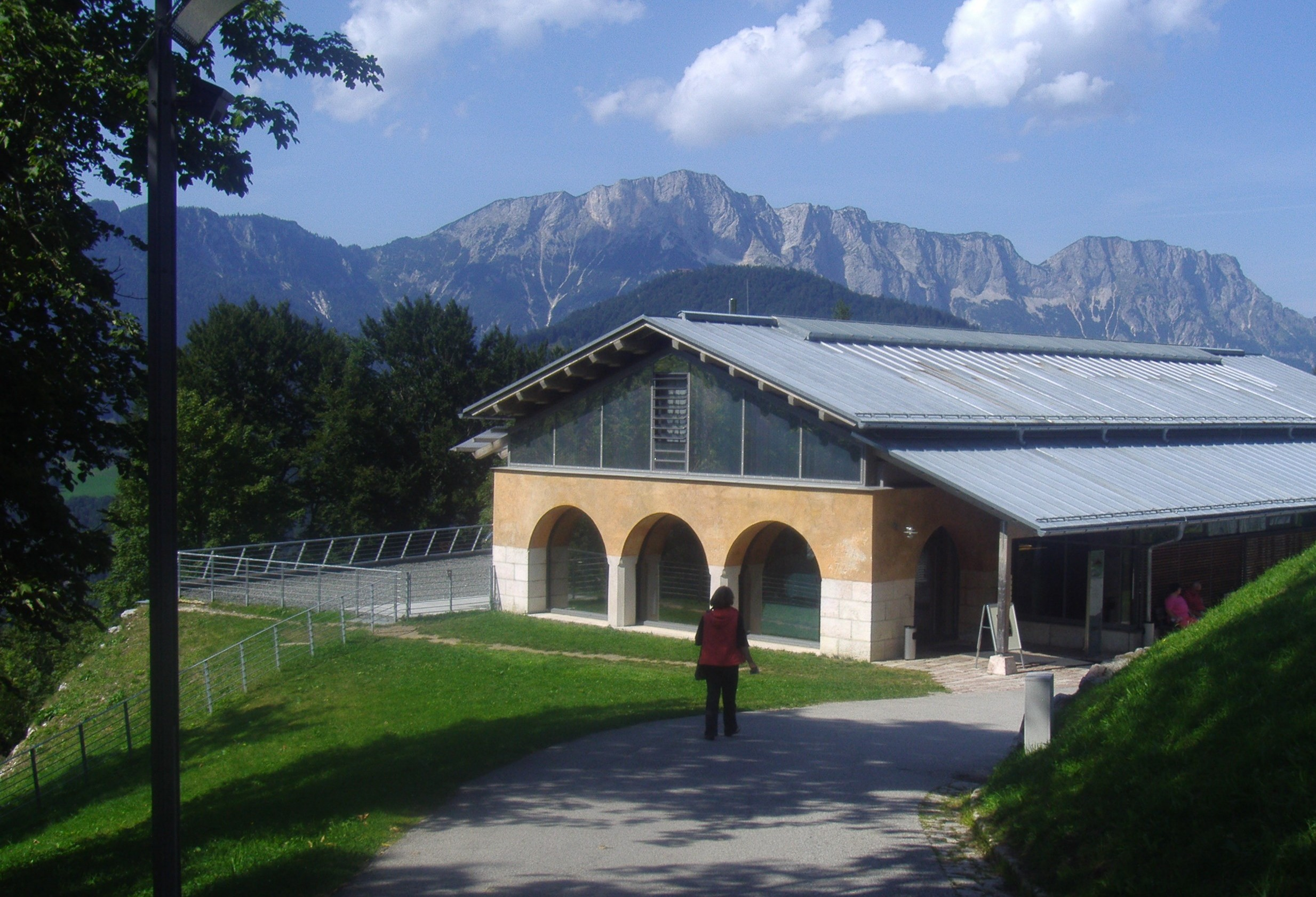
Dokumentationszentrum Obersalzberg в 2008 году
  - Горный ресторан Кельштайнхаус
  - Вид с площадки «Чайхана Мосланеркопф» на Зальцбург в 2019 г.
  - Остатки «Kampfhäusl» в 2019 г.
  - Остатки лестницы от дома Германа Геринга в 2019 г.
  - Отель zum Türken в 2017 году
  - Dokumentationszentrum Obersalzberg в 2008 году